# Jota Quest
Jota Quest é uma banda de pop rock brasileira formada em 1993 na cidade de Belo Horizonte. O conjunto nasceu com o nome J. Quest, com a pronúncia em inglês, Jay Quest, por inspiração do desenho animado Jonny Quest, ...mas para não serem processados pela Hanna‑Barbera, adotaram de vez a pronúncia em português Jota Quest no final da década de 1990. Foi por gostar de funk rock e acid‑jazz que o baixista PJ e o baterista Paulinho Fonseca resolveram formar uma banda. Em seguida, o guitarrista Marco Túlio Lara e o tecladista Márcio Buzelin juntaram-se ao grupo. Rogério Flausino começou sua atuação no conjunto após ser escolhido num teste com mais de dezoito candidatos.
O grupo fez sucesso durante a década de 1990 e 2000, com várias canções de sucesso, incluindo "Dias Melhores", "Amor Maior", "Só Hoje", "Do Seu Lado" e "Fácil". Eles já venderam mais de 5 milhões de gravações em toda sua carreira, o que os tornam um dos artistas musicais que mais venderam no Brasil.

## História

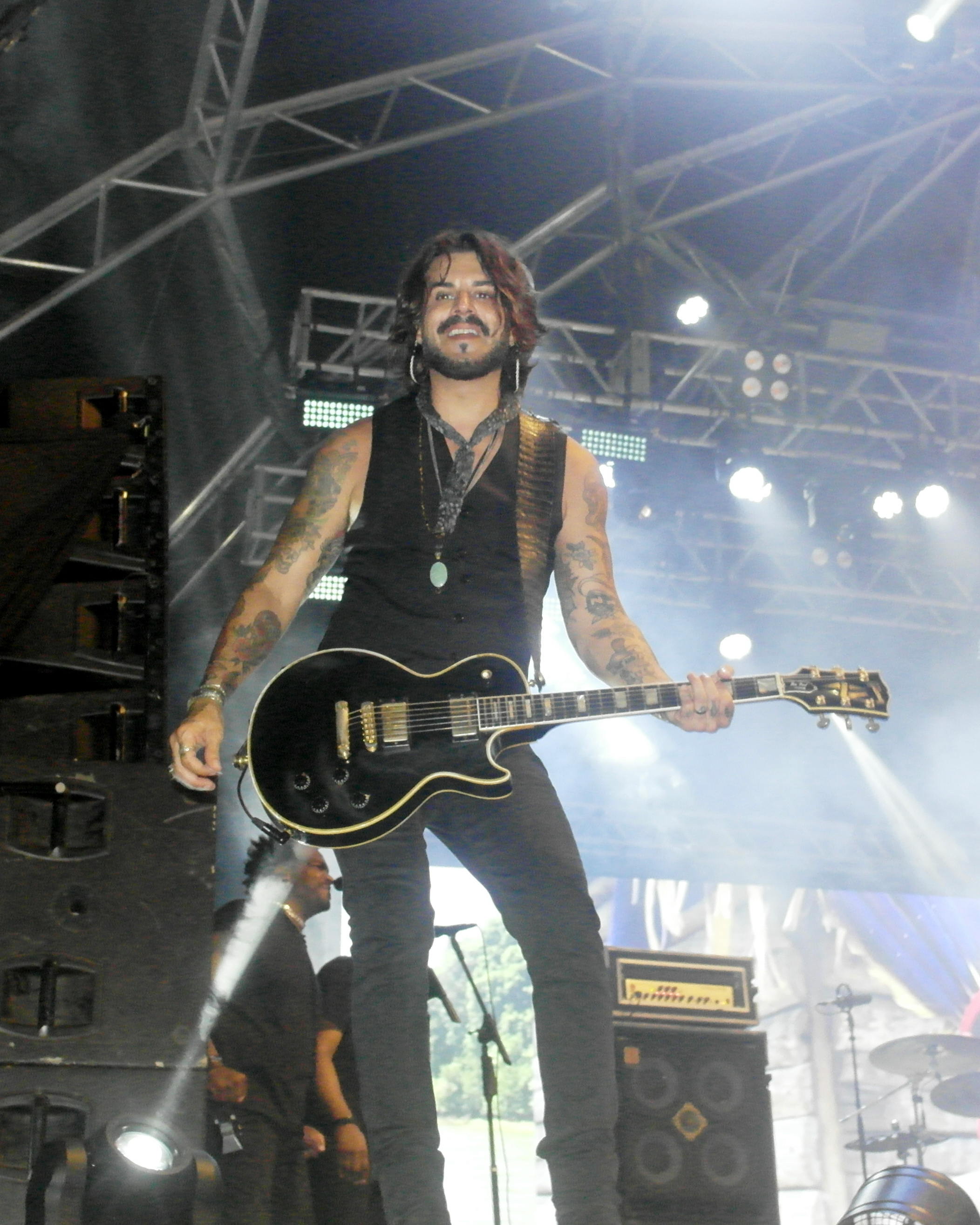
Jota Quest ao vivo em Angra dos Reis em 2023. Na foto: Marco Túlio

O grupo fez seu primeiro show como J. Quest, inspirado no desenho animado Jonny Quest e na banda de acid jazz Jamiroquai, ideia do baixista PJ. Na época, o grupo circulou pelo circuito de bares e faculdades de Belo Horizonte e chegou a reunir mais de duas mil pessoas por apresentação. Com isso, a banda foi conquistando espaço. O contrato com a Sony Music veio em seguida e o primeiro disco foi lançado em agosto de 1996. O visual dos anos 70, representado na capa do álbum de estreia por roupas características e enormes perucas black power da época, agradaram ao público e à mídia. Não demorou muito para as músicas "As Dores do Mundo" (versão da canção de Hyldon) e "Encontrar Alguém" conquistarem as rádios de todo o Brasil. Mas levou um tempo ainda para se apresentarem na televisão. No dia 11 de janeiro de 1997, eles foram convidados pela Xuxa a irem se apresentar no programa que na época se chamava "Xuxa Hits" da Rede Globo. Foi a primeira apresentação do Jota Quest na televisão aberta.
A banda fez amizade com Tim Maia, de quem gravou "Dance Enquanto é Tempo” e o cantor se referia à banda como "Jota Quest", ao saber que usavam o nome J. Quest. Hanna-Barbera, dona do desenho Jonny Quest, ameaçou processar a banda, que logo optou pelo apelido dado por Tim Maia (a inicial era pronunciada no inglês "Jay" anteriormente).
Em 1998, já assinando como Jota Quest, a banda lança seu segundo álbum, De Volta ao Planeta, que buscou uma maior variedade musical em contraste à forte influência de black music do disco de estreia. O álbum tinha direção de arte inspirado em Planeta dos Macacos, e a faixa-título aproveitava para fazer uma crítica política, com PJ resumindo que "queríamos relacionar a "macacada' com a desorganização do país, criticar as "macaquices' dos dirigentes". A música "Fácil" foi uma das faixas mais tocadas da época, e viria a se tornar o maior sucesso do grupo, e ajudado por extensa turnê que ocasionalmente tinha 22 shows por mês, o álbum chegou 800 mil cópias vendidas.
Após assinar um contrato com a Fanta, que usou a banda em uma campanha publicitária e patrocinou sua turnê, em 2000, é lançado Oxigênio, que é o disco mais rock da banda, trazendo mensagens ecológicas bem como várias baladas românticas como "Dias Melhores", " O Que Eu Também Não Entendo" e "Tele-Fome".
Em 2002, é lançado Discotecagem Pop Variada. O maior sucesso do disco, "Só Hoje", quase não entrou no repertório, com os outros membros não se interessando pela composição de Flausino antes do produtor Liminha declarar que precisavam de mais uma música no álbum.

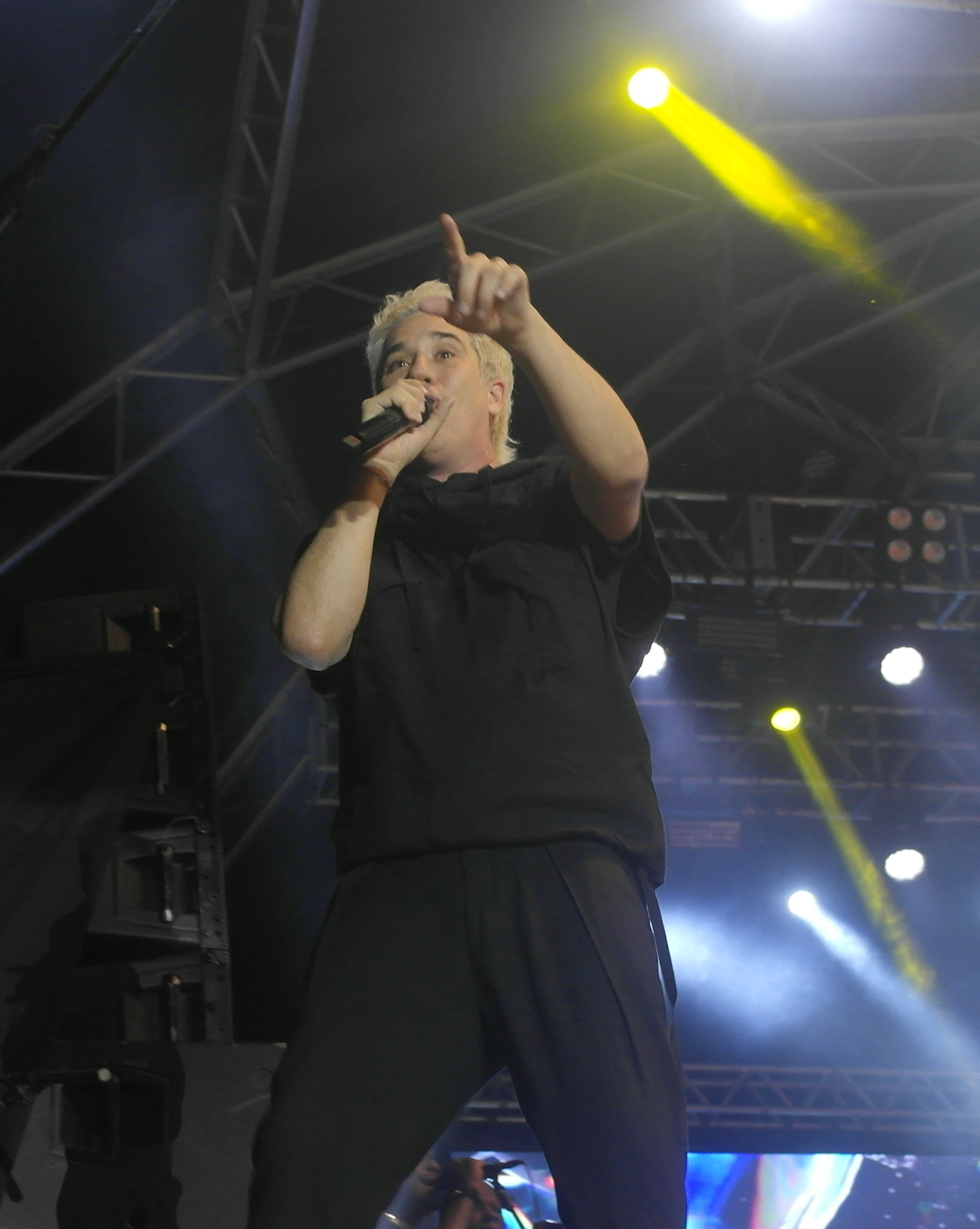
Jota Quest ao vivo em Angra dos Reis em 2023. Na foto: Rogério Flausino.

Em 2003, é lançado o CD e DVD MTV ao Vivo: Jota Quest, gravado em 1 e 2 de maio daquele ano na Praça do Papa, em sua cidade natal de Belo Horizonte. O álbum reúne os maiores hits da banda e contou com as participações especiais de Arnaldo Antunes e Thaíde. Também em 2003, foi a única banda em toda a América Latina convidada para participar da trilha sonora do filme Homem-Aranha 2, com versão para o tema do desenho animado do herói com letra de Rogério Flausino.[carece de fontes?]
Em 2005, é lançado o quinto álbum de estúdio do grupo, Até Onde Vai.[carece de fontes?] Durante a turnê deste álbum, a banda gravou seu segundo DVD no dia 3 de setembro do ano seguinte, no Anfiteatro Pôr do Sol, em Porto Alegre, também chamado Até Onde Vai, que também traz o documentário 20%, onde os integrantes falam sobre a convivência deles, como o grupo começou, mostra que eles também têm problemas que precisam ser administrados e muito mais.
Também em 2006, a banda marca presença no cenário pop rock brasileiro. Ao todo são seis álbuns, milhares de shows e recordes de público por todo o Brasil, apresentações nos Estados Unidos e na Europa, onde participou da abertura do Rock in Rio Lisboa.
Em 2008, é lançado o sexto álbum de estúdio do grupo, La Plata.[carece de fontes?] A faixa-título "La Plata" foi trilha sonora da telenovela Cama de Gato, da Rede Globo, e a balada romântica "Vem Andar Comigo" foi tema de Caras & Bocas, da mesma emissora.[carece de fontes?]
Em 2010, a banda lançou para o mercado latino, seu primeiro álbum em espanhol, Días Mejores.
Em 30 de março de 2011, chegou às rádios a canção "É Preciso (A Próxima Parada)". Em março do mesmo ano, a banda anunciou uma turnê comemorativa aos 15 anos de carreira. A "J15 - 15 Anos na Moral" foi uma espécie de festa com 5 horas de duração, onde a banda apresentou um show de três horas com três novas faixas e várias participações especiais como Pitty, Marcelo Falcão do O Rappa e da mais nova parceria com Dado Villa-Lobos e Marcelo Bonfá ambos ex-integrantes da Legião Urbana.
Em maio de 2011, é lançada a primeira coletânea do grupo, Quinze, contendo quase quarenta faixas, sendo três inéditas. Em setembro, tocaram no Rock in Rio IV, marcando sua estreia na edição brasileira do festival depois de serem um dos grupos brasileiros que se retiraram da edição de 2001 em protesto aos horários desfavoráveis dados aos grupos nacionais. O grupo ainda tocaria em mais três edições do Rock in Rio.
Em 2 de dezembro de 2011, ainda em comemoração aos seus 15 anos de carreira, a banda gravou o terceiro DVD da carreira no Credicard Hall, em São Paulo, Multishow ao Vivo: Jota Quest - Folia & Caos, que chegou às lojas em maio do ano seguinte. Neste DVD, entre cada uma das músicas, há cenas diversas gravadas durante a turnê, com depoimentos de todos os integrantes, que falam sobre os colegas, sobre a banda, brincadeiras, e até brigas. Também tem muitas cenas de convidados que foram cantando e tocando com eles durante a turnê, que acaba formando um minidocumentário, tamanha a quantidade e qualidade das imagens.
A mais nova música de trabalho foi "Tempos Modernos". Em março de 2013 a banda lança uma nova compilação intitulada Mega Hits, primeiro álbum lançado exclusivamente de forma digital em projeto da Sony Music. Além de 23 sucessos de carreira, o álbum traz duas regravações de antigos sucessos: "Quero Que Tudo Vá para o Inferno" de Roberto Carlos, e Pra Frente Brasil, sucesso da década de 1970.
O Jota Quest é líder de downloads pagos no Brasil, com mais de três milhões de músicas baixadas, até março de 2013.
Em 22 de setembro de 2017, a banda lança o primeiro projeto acústico da carreira, Acústico Jota Quest, também conhecido pelo subtítulo de Músicas para Cantar Junto. As gravações ocorreram nos dias 11 e 12 de maio daquele ano nos estúdios Quanta, São Paulo, e contou com as participações de Marcelo Falcão e Milton Nascimento. O álbum traz três músicas inéditas: "Morrer de Amor", "A Vida e Outras Histórias" e "Você Precisa de Alguém", esta última com a participação especial de Falcão.
Em 17 de junho de 2023, para comemorar com estilo seus 25 anos de carreira (completados em 2021), a banda gravou no Estádio Beira-Rio, em Porto Alegre, mais um DVD em sua carreira, que contou com as participações especiais de Rael, Vitor Kley e Beto Lee, filho da cantora Rita Lee. O show também teve transmissão ao vivo pelo serviço de streaming Globoplay e também pelo canal de televisão por assinatura Multishow.
Em 9 de dezembro de 2023, a banda encerrou o ano com um último show em Curitiba. O show ocorreu logo após Jota Quest cancelar uma apresentação que faria no dia 02 de dezembro em Goiânia após o vocalista, Rogério Flausino, ser hospitalizado. O cantor foi internado para tratar de uma crise renal.
Em 10 de janeiro de 2025, o Jota Quest tocou para 91 mil pessoas em Pico de Matinhos no primeiro dia de shows do festival Verão Maior Paraná. Transmitido pelo SBT, o show rendeu 2.5 pontos de audiência na grande São Paulo.

## Integrantes
- Rogério Flausino: voz e violão (1993 - presente)
- Marco Túlio Lara: guitarra, violão e vocal de apoio (1993 - presente)
- Márcio Buzelin: teclados (1993 - presente)
- PJ: baixo (1993 - presente)
- Paulinho Fonseca: bateria (1993 - presente)

## Discografia

#### Álbuns de estúdio
- (1996) Jota Quest
- (1998) De Volta ao Planeta
- (2000) Oxigênio
- (2002) Discotecagem Pop Variada
- (2005) Até Onde Vai
- (2008) La Plata
- (2013) Funky Funky Boom Boom
- (2015) Pancadélico
- (2024) De Volta ao Novo

## Prêmios e indicações

### Grammy Latino
| Ano  | Categoria                                 | Indicação              | Resultado |
| ---- | ----------------------------------------- | ---------------------- | --------- |
| 2004 | Melhor Álbum Pop Contemporâneo Brasileiro | MTV ao Vivo            | Indicado  |
| 2006 | Melhor Álbum Pop Contemporâneo Brasileiro | Até Onde Vai           | Indicado  |
| 2009 | Melhor Álbum Pop Contemporâneo Brasileiro | La Plata               | Indicado  |
| 2011 | Melhor Álbum Pop Contemporâneo Brasileiro | Quinze                 | Venceu    |
| 2013 | Melhor Álbum de Rock Brasileiro           | Ao vivo no Rock in Rio | Venceu    |
| 2014 | Melhor Álbum Pop Contemporâneo Brasileiro | Funky Funky Boom Boom  | Indicado  |

### MTV Video Music Brasil
| Ano  | Categoria            | Indicação                    | Resultado |
| ---- | -------------------- | ---------------------------- | --------- |
| 1998 | Escolha da Audiência | Onibusfobia                  | Indicado  |
| 1999 | Escolha da Audiência | Sempre Assim                 | Indicado  |
| 2000 | Videoclipe de Rock   | Oxigênio                     | Indicado  |
| 2001 | Escolha da Audiência | O Que Eu Também Não Entendo  | Indicado  |
| 2002 | Videoclipe de Pop    | Na Moral                     | Indicado  |
| 2003 | Escolha da Audiência | Só Hoje                      | Indicado  |
| 2004 | Escolha da Audiência | Mais Uma Vez                 | Indicado  |
| 2004 | Videoclipe de Pop    | Mais Uma Vez                 | Indicado  |
| 2005 | Escolha da Audiência | Além do Horizonte            | Indicado  |
| 2006 | Escolha da Audiência | O Sol                        | Indicado  |
| 2006 | Videoclipe de Pop    | O Sol                        | Venceu    |
| 2007 | Artista do Ano       | Jota Quest                   | Indicado  |
| 2009 | Artista do Ano       | Jota Quest                   | Indicado  |
| 2009 | Videoclipe de Pop    |                              | Indicado  |
| 2011 | Videoclipe do Ano    | É Preciso (A Próxima Parada) | Indicado  |

### Prêmio Multishow
| Ano  | Categoria                  | Indicação                            | Resultado |
| ---- | -------------------------- | ------------------------------------ | --------- |
| 1999 | Melhor Música              | Fácil                                | Indicado  |
| 1999 | Melhor Show                | Jota Quest                           | Indicado  |
| 1999 | Melhor CD                  | De Volta ao Planeta                  | Indicado  |
| 1999 | Melhor Grupo               | Jota Quest                           | Indicado  |
| 2000 | Melhor Show                | Jota Quest                           | Indicado  |
| 2000 | Melhor Grupo               | Jota Quest                           | Indicado  |
| 2001 | Melhor CD                  | Oxigênio                             | Indicado  |
| 2001 | Melhor Grupo               | Jota Quest                           | Indicado  |
| 2003 | Melhor Música              | Na Moral                             | Indicado  |
| 2004 | Melhor Música              | Amor Maior                           | Indicado  |
| 2004 | Melhor Show                | Jota Quest                           | Indicado  |
| 2004 | Melhor DVD                 | MTV ao Vivo: Jota Quest              | Venceu    |
| 2004 | Melhor Grupo               | Jota Quest                           | Indicado  |
| 2005 | Melhor Grupo               | Jota Quest                           | Indicado  |
| 2006 | Melhor Música              | O Sol                                | Indicado  |
| 2006 | Melhor Show                | Jota Quest                           | Indicado  |
| 2006 | Melhor Grupo               | Jota Quest                           | Indicado  |
| 2006 | Melhor Instrumentista      | Marco Túlio                          | Indicado  |
| 2007 | Melhor Show                | Jota Quest                           | Indicado  |
| 2007 | Melhor DVD                 | Até Onde Vai                         | Indicado  |
| 2007 | Melhor Instrumentista      | Marco Túlio                          | Indicado  |
| 2008 | Melhor Grupo               | Jota Quest                           | Indicado  |
| 2008 | Melhor Instrumentista      | Marco Túlio                          | Indicado  |
| 2009 | Melhor Clipe               | La Plata                             | Indicado  |
| 2009 | Melhor Show                | Jota Quest                           | Indicado  |
| 2009 | Melhor CD                  | La Plata                             | Indicado  |
| 2009 | Melhor Grupo               | Jota Quest                           | Indicado  |
| 2011 | Melhor Instrumentista      | Paulinho Fonseca                     | Indicado  |
| 2012 | Melhor Show (Júri popular) | Jota Quest                           | Indicado  |
| 2014 | Melhor Música              | Mandou Bem                           | Indicado  |
| 2015 | Melhor Música              | Dentro de Um Abraço                  | Indicado  |
| 2016 | Melhor Música              | Blecaute (com Anitta e Nile Rodgers) | Venceu    |

### Prêmio Contigo! MPB FM
| Ano  | Categoria                | Indicação                                    | Resultado |
| ---- | ------------------------ | -------------------------------------------- | --------- |
| 2012 | Melhor Álbum de Pop/Rock | Quinze                                       | Indicado  |
| 2012 | Melhor DVD               | Multishow ao Vivo: Jota Quest - Folia & Caos | Indicado  |
| 2014 | Melhor Álbum de Pop/Rock | Funky Funky Boom Boom                        | Indicado  |

### Meus Prêmios Nick
| Ano  | Categoria                    | Indicação  | Resultado |
| ---- | ---------------------------- | ---------- | --------- |
| 2003 | Videoclipe Nacional Favorito | Só Hoje    | Venceu    |
| 2006 | Banda Favorita               | Jota Quest | Indicado  |

### Troféu Imprensa
| Ano  | Categoria               | Indicação  | Resultado |
| ---- | ----------------------- | ---------- | --------- |
| 2000 | Melhor Conjunto Musical | Jota Quest | Indicado  |
| 2004 | Melhor Música           | Amor Maior | Indicado  |
| 2004 | Melhor Conjunto Musical | Jota Quest | Indicado  |
| 2005 | Melhor Conjunto Musical | Jota Quest | Indicado  |
| 2007 | Melhor Conjunto Musical | Jota Quest | Indicado  |
| 2008 | Melhor Conjunto Musical | Jota Quest | Indicado  |

### Melhores do Ano
| Ano  | Categoria                    | Indicação  | Resultado |
| ---- | ---------------------------- | ---------- | --------- |
| 2003 | Música de Novela             | Amor Maior | Venceu    |
| 2004 | Melhor Grupo                 | Jota Quest | Venceu    |
| 2007 | Melhor Banda                 | Jota Quest | Venceu    |
| 2008 | Melhor Grupo, Banda ou Dupla | Jota Quest | Indicado  |